# Kurisches Haff

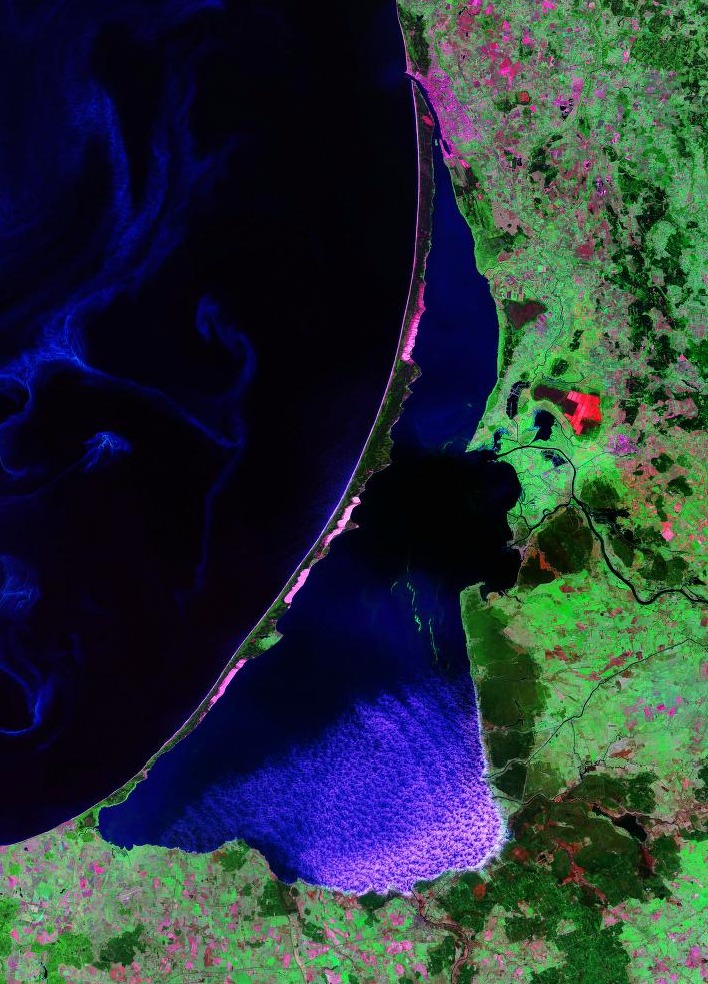
Haff und Nehrung

Das Kurische Haff (nehrungskurisch Kurse mare, litauisch Kuršių marios, russisch Куршский залив, Kurschski saliw) ist ein Haff der Ostsee, das im Norden zu Litauen und im Süden zur Oblast Kaliningrad gehört. Von der Ostsee ist das Haff durch die  Kurische Nehrung getrennt.

## Lage
Die Gesamtfläche des Haffs beträgt 1.584 km²; davon gehören 415 km² zu Litauen, der Rest zu Russland. Die größte Tiefe beträgt 5,8 m, die Durchschnittstiefe 3,8 m (dabei ist der nördliche Teil allerdings eher flach). Der Salzgehalt erreicht maximal 8 ‰.
Ins Haff fließen die  Dange und die Minija, die Mündungsarme der Memel (der sich bei Rusnė in ein  Delta verzweigende  Ruß-Strom und die  Gilge), der  Nemonien und die  Deime. Abfließen kann das Haff nur am nördlichen Ende der Nehrung, am Memeler Tief.
Im Südosten umgeht der  Friedrichsgraben das Haff; im Nordosten der König-Wilhelm-Kanal unter Einbeziehung der Minija vor allem das Windenburger Eck.

## Schiffsverkehr

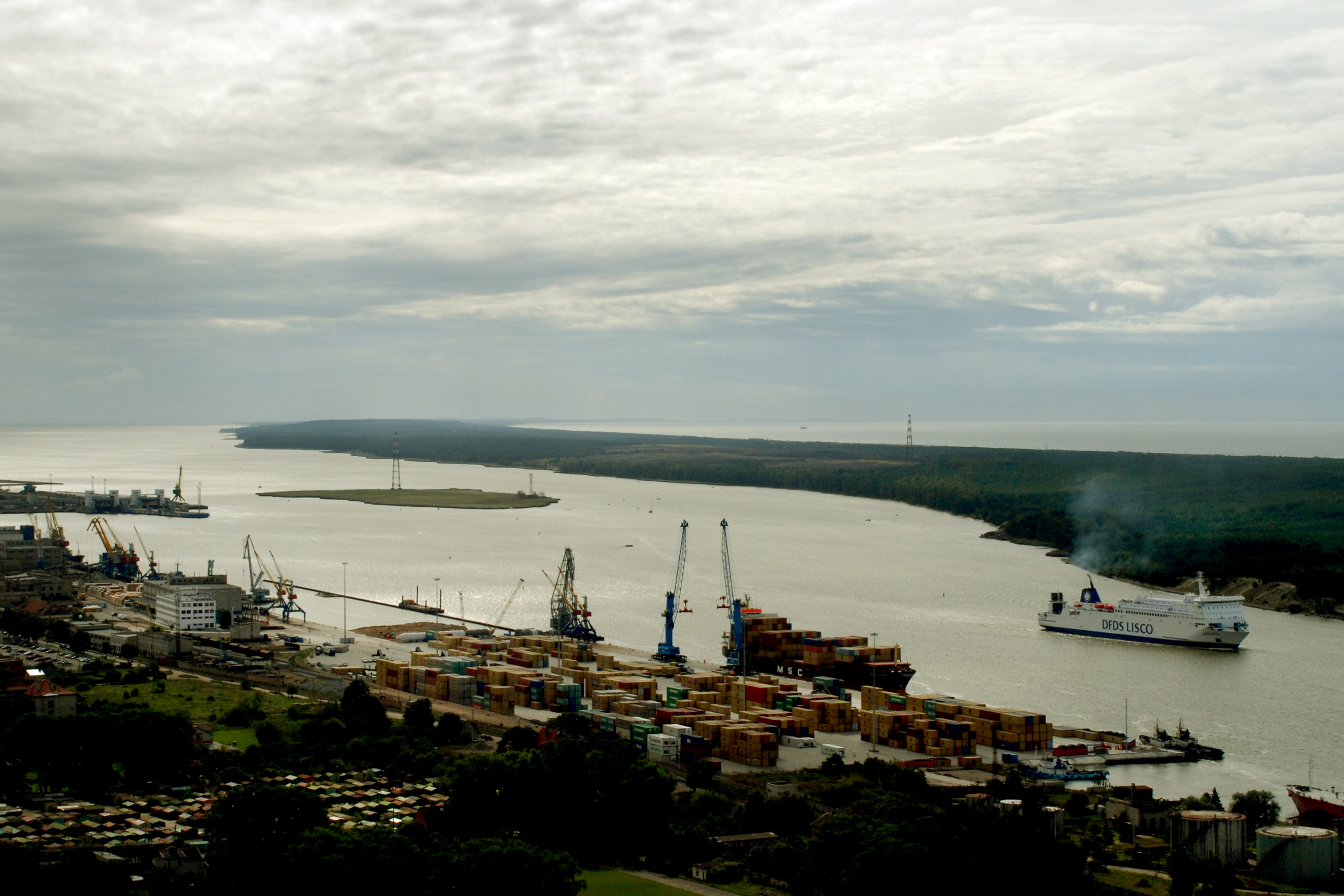
Seehafen am Memeler Tief mit Haff und Nehrung (Blick nach Süden)

Seeschiffe erreichen den Hafen Klaipėda, Litauens einzigen Seehafen, am Memeler Tief. Bei einer Tiefe von 6 m hat es eine 250–600 m breite Fahrstraße für den Fracht- und Fährverkehr. Der Hafen Dreverna dient der Sportschifffahrt.

## Geschichte

Die Orte am Kurischen Haff auf einer Landkarte von 1910 (siehe auch Anschlusskarte rechts unten im Bild).

Haff, Nehrung und Elchwald gehörten zu Ostpreußen.  Memel war die nördlichste Stadt des  Deutschen Reiches. Die Rote Armee eroberte das Gebiet 1945 in der  Ostpreußischen Operation. Bereits mehrere Monate vor der  Potsdamer Konferenz wurde es durch eine Verfassungsnovelle in die Sowjetunion integriert.

## Fischreichtum
Das Kurische Haff galt historisch als das fischreichste Gewässer Deutschlands. Vor allem im Frühling und Herbst war die Menge der mit Kurrennetzen und Keitelgarnen gefangenen Zander, Aale und Hechte, Brassen und Barsche, Schnäpel und Stinte immens. Hinzu kamen die auf der Nehrung sehr beliebte Zährte, aber auch Ziege (lokal als Messerfisch bezeichnet), Neunauge, Maifisch und Quappe. Insgesamt 34 Fischarten wurden gezählt. Schwarzort war der bei weitem ergiebigste Aalfangplatz des Kurischen Haffs und vor 1918 einer der bedeutendsten in Deutschland. Viele tausend Zentner Aale wurden im Sommer mit Netzreusen gefangen und am Ort geräuchert. Hierzu dienten Kiefernzapfen, die in den Wäldern ringsum gesammelt worden waren. Zu Zeiten der Sowjetunion von 1945 bis 1990 wurde die Wasserqualität im Haff beeinträchtigt. Verantwortlich dafür waren der Hafenausbau von Klaipeda, ungesteuerte Einleitungen von industriellen Abwässern über die Nemunas (u. a. durch das Zellulosewerk in Sowjetsk) sowie fehlendes Umweltbewusstsein bei Fahrwasservertiefungen. Dies betraf den Fischfang negativ. 1988 bildeten litauische und russische Umweltaktivisten eine Menschenkette quer über die ganze Nehrung, um dagegen Protest zu erheben. 1990 waren insgesamt 15 Kutter auf der Nehrung  vorhanden, die Fischfang betrieben, vor dem Zweiten Weltkrieg waren es weit über 100 gewesen. Im Jahr 2008 waren wieder 70 Fischereiunternehmen aktiv, danach wurden Fischereibeschränkungen verfügt, aktuell fischen nur noch 49 Unternehmen im Haff. Der litauische Staat zahlt an Unternehmen, die die Berufsfischerei aufgeben, in den Jahren 2024 und 2025 eine hundertprozentige Entschädigung.